# تپه هل مله جار
تپه هل مله جار مربوط به هزاره اول قبل از میلاد است و در شهرستان سقز، بخش زیویه، روستای پارسانیان واقع شده و این اثر در تاریخ ۲۵ اسفند ۱۳۸۰ با شمارهٔ ثبت ۵۱۱۵ به‌عنوان یکی از آثار ملی ایران به ثبت رسیده است.